# Arthur Meighen
Arthur Meighen (/ˈmiːən/; Anderson, Perth County, 16 giugno 1874 – Toronto, 5 agosto 1960) è stato un politico canadese. Fu il nono Primo ministro del Canada dal 10 luglio 1920 al 29 dicembre 1921, poi dal 29 giugno 1926 al 25 settembre 1926 per un secondo mandato.

## Biografia
Arthur Meighen nacque a Anderson, Perth County, in Ontario da Joseph Meighen e Mary Jane Bell. Nel 1904, sposò Isabel J. Cox  (1882-1985) da cui ebbe due figli (Maxwell e Theodore) e una figlia (Lillian).